# Senecio cancellatus
Senecio cancellatus là một loài thực vật có hoa trong họ Cúc. Loài này được (Rud.) P. DC. miêu tả khoa học đầu tiên năm 1837.